# PRO-Wohnblock

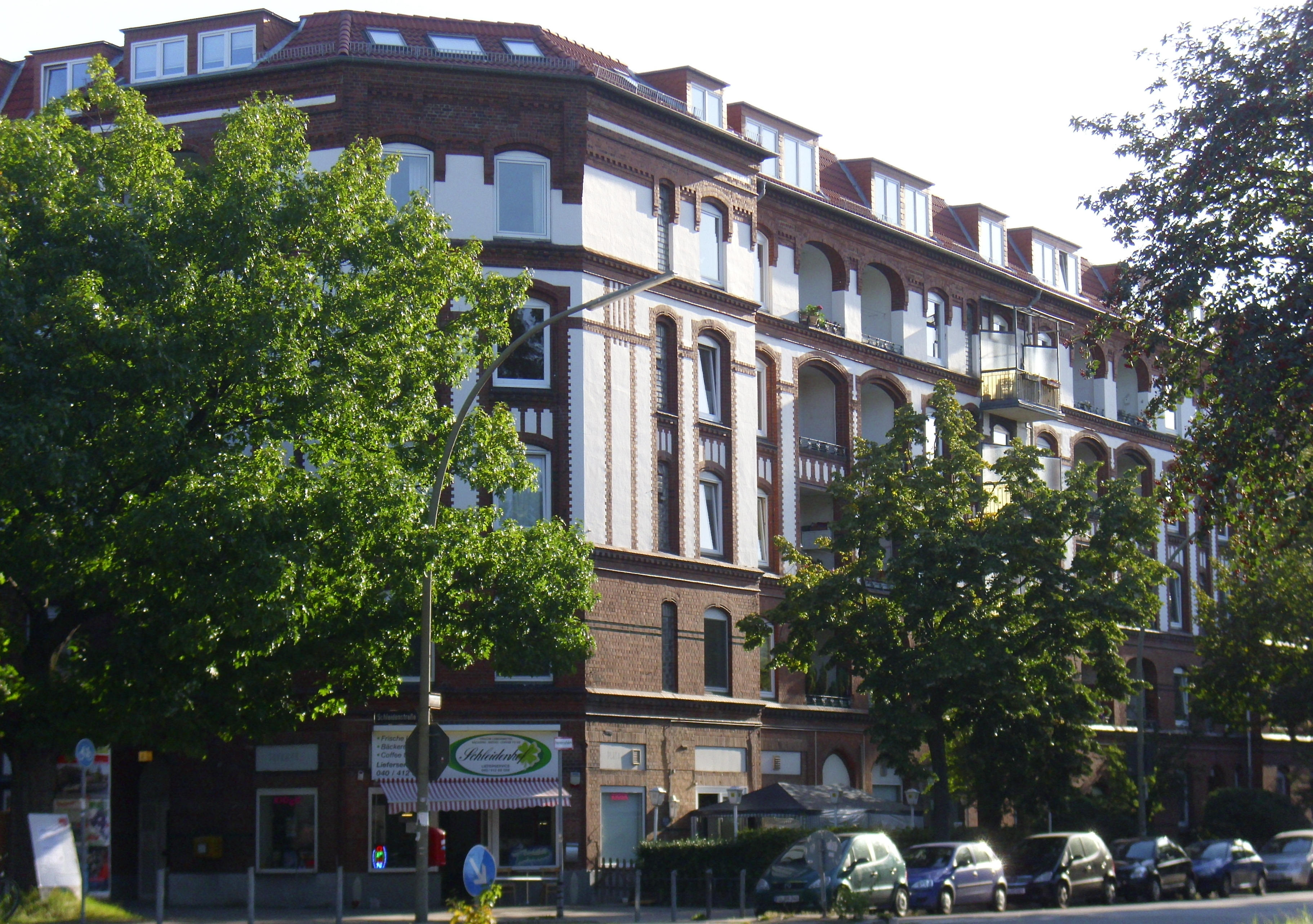
PRO-Block von der Schleidenstraße aus gesehen

Der PRO-Wohnblock, auch PRO-Block oder PRO-Burg, heute „Schleidenhof“ genannt, ist ein denkmalgeschützter Gebäudekomplex im Hamburger Stadtteil Barmbek-Süd. Das im Jahr 1907 im Stil einer Hamburger Burg von dem Konsum-, Bau- und Sparverein „Produktion“ fertiggestellte Gebäude für etwa 300 Arbeiterfamilien brannte 1943 aus und wurde in den Jahren 1949 und 1950 wiedererrichtet.
Die sogenannte „Hamburger Burg“ war eine Bauweise, die ab 1900 viele genossenschaftliche Bauunternehmungen in Hamburg auszeichnete. Dieser Zuschnitt, die auffällige Gestaltung der Fassaden und die turmartigen Dachausbauten des PRO-Wohnblocks sorgten dafür, dass sich für das Gebäude zwischen Schleidenstraße, Lohkoppelstraße, Brucknerstraße und Ortrudstraße der Beiname „Schloss von Barmbek“ einbürgerte.
Während der NS-Herrschaft musste die „Produktion“ den Gebäudekomplex veräußern. Durch Bombentreffer im Rahmen der Operation Gomorrha brannte der PRO-Block aus, wobei allerdings die Umfassungsmauern bestehen blieben. Unter Trägerschaft der Pensionskasse der Konsumgenossenschaften wurde der PRO-Wohnblock in den Jahren 1949 und 1950 wieder aufgebaut – die vormaligen auffälligen Dachausbauten wurden dabei nicht wiederhergestellt.

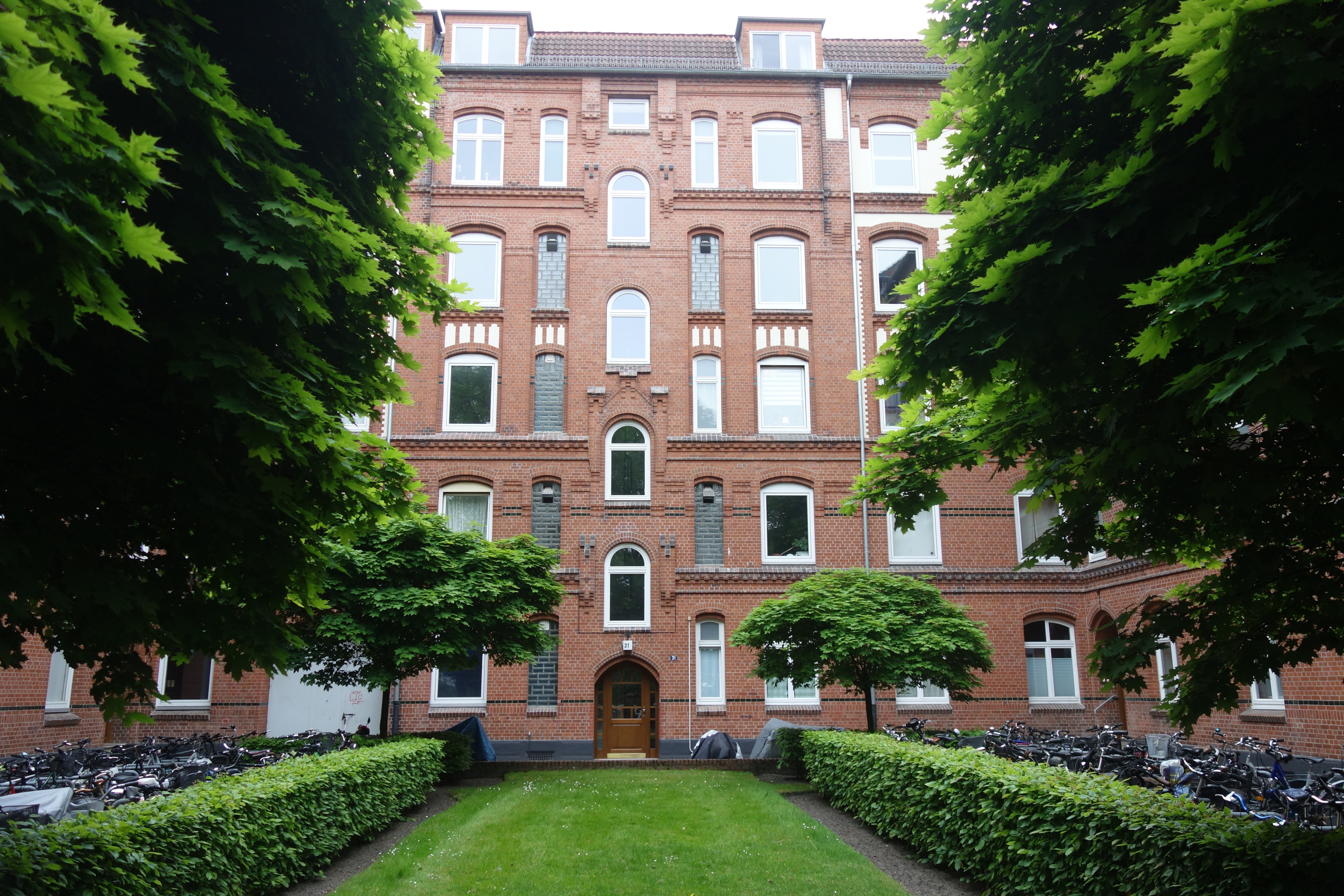
Haupteingang
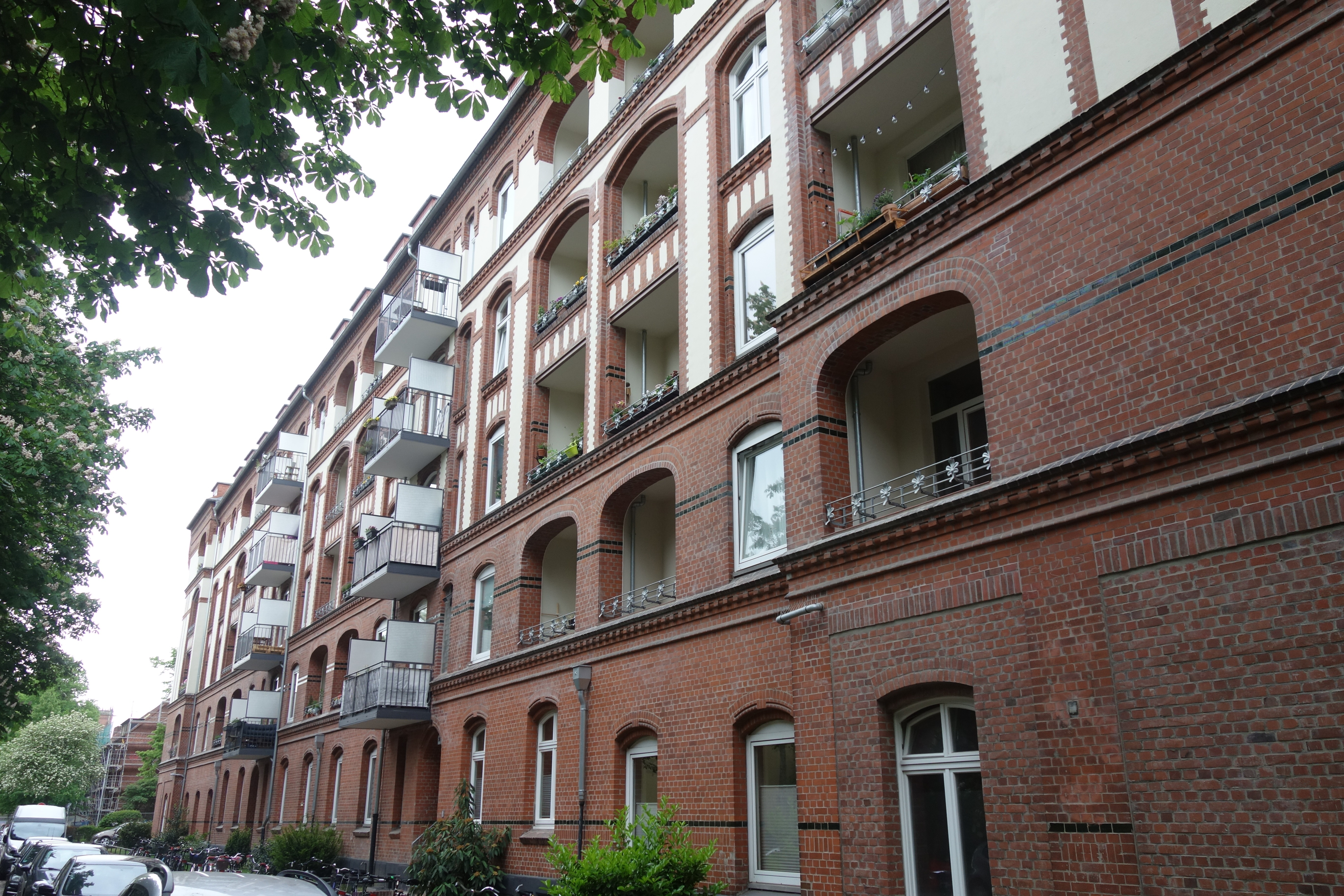
Brucknerstraße
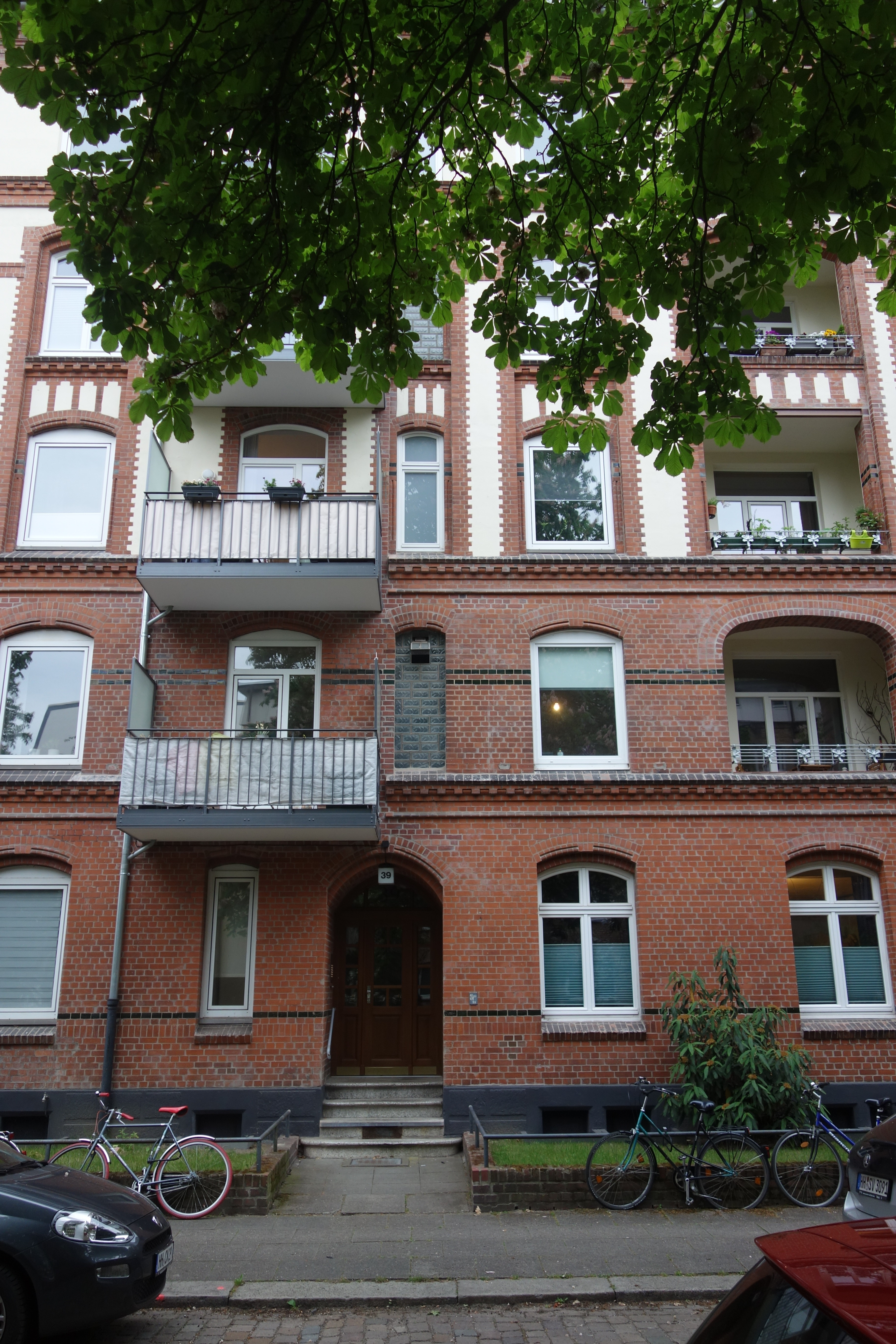
Ortrudstraße
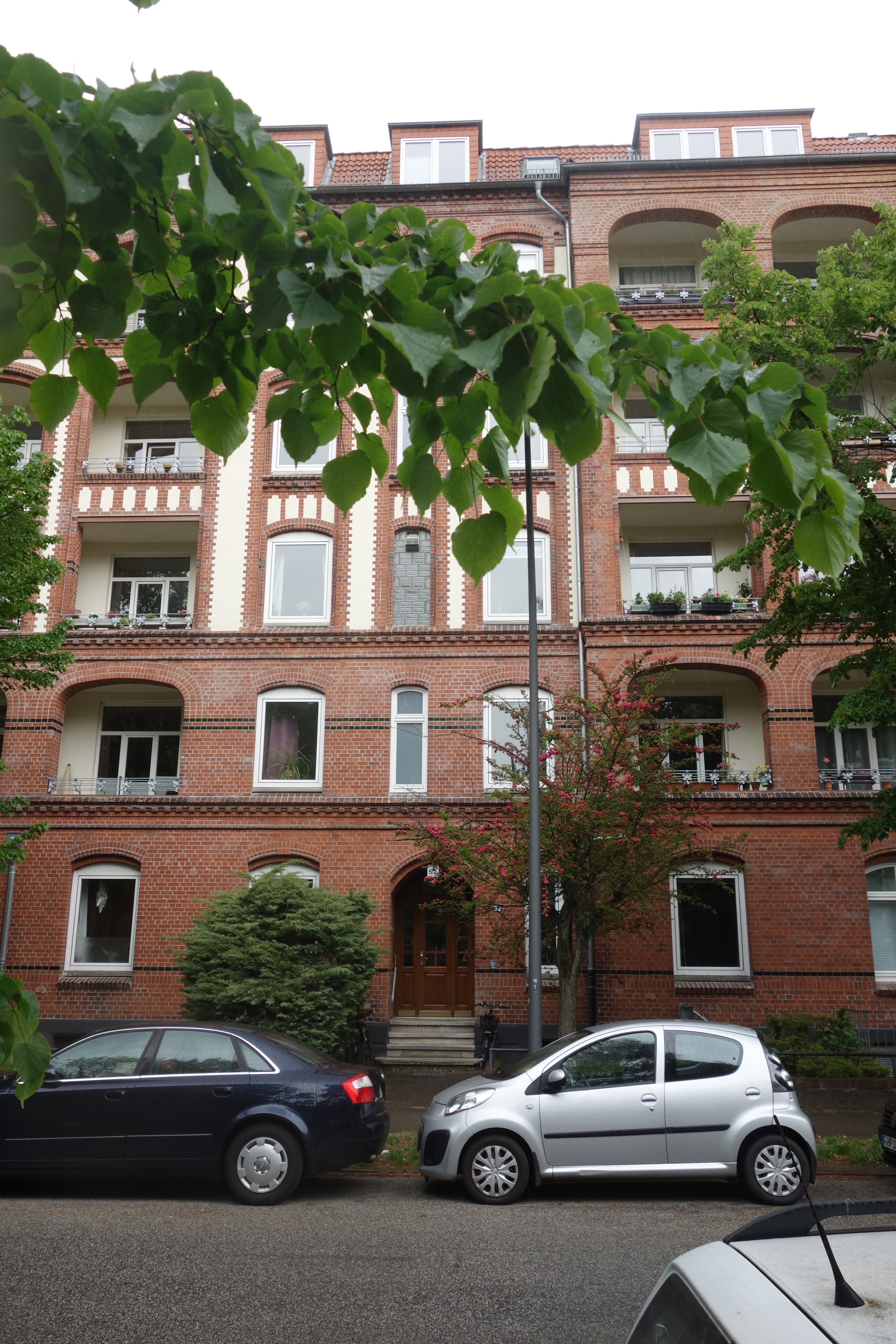
Lohkoppelstraße
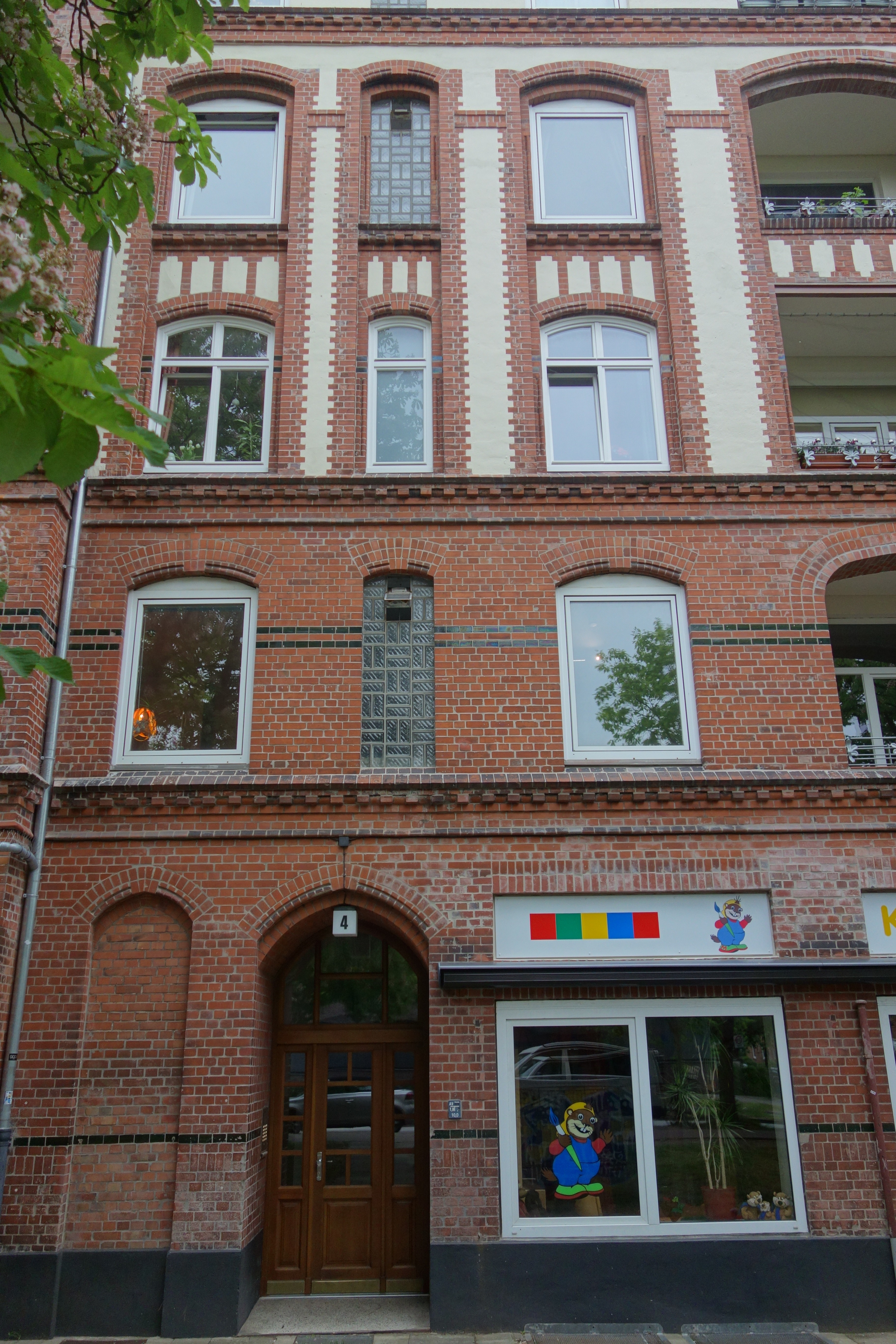
Schleidenstraße
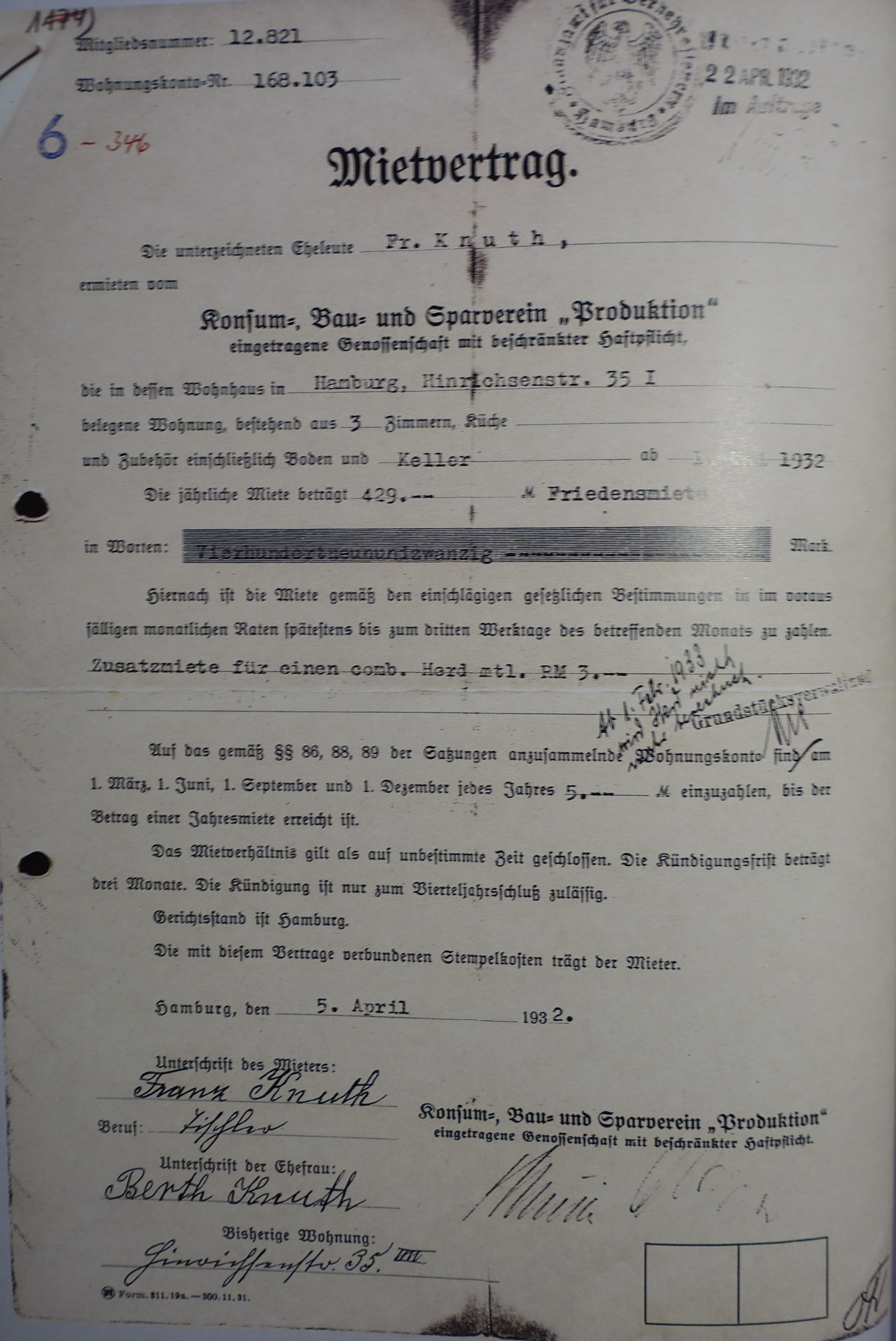
Mietvertrag 1933

Die Pensionskasse verkaufte das Gebäude in den 80er Jahren. Die ehemaligen Mietwohnungen wurden in der Folge in Eigentumswohnungen umgewandelt. Der PRO-Wohnblock wurde von der Behörde für Kultur und Medien mit der Denkmalnummer 30901 als Kulturdenkmal verzeichnet.